# Kiribatština
Kiribatština (též Gilbertese, neboli I-Kiribati či také taetae ni Kiribati) je austronéský jazyk, jímž mluví zejména etničtí kiribatinci žijící na souostroví Kiribati, a to asi 96 % z přibližně 103 000 obyvatel. Kiribatštinou též mluví většina obyvatel ostrova Nui v souostroví Tuvalu, Rabi Island na Fidži, Mili na Marshallových ostrovech i na některých dalších místech, kam byli místní obyvatelé přemístěni (např. na Šalomounových ostrovech) nebo kam emigrovali (hlavně na Nový Zéland a Havaj)
Na rozdíl od mnoha jazyků v tichomořském regionu je kiribatština u místních obyvatel rozšířená a většina lidí ji používá na každodenní bázi. Z lidí, kteří žijí na Kiribati, je 97 % schopno číst v kiribatštině a 80 % z nich dokáže rovněž číst anglicky.

## Název a historie
Název Gilbertese (kterým se často označuje kiribatský jazyk v angličtině) je pojmenován po kapitánovi a námořníkovi Thomas Gilbert, který objevil několik ostrovů Kiribati (Aranuka, Abaiang, Kuria a Tarawa) v roce 1788 společně s kapitánem Johnem Marshallem, po kterém jsou pojmenovány Marshallovy ostrovy a jejich úřední jazyk maršálština.

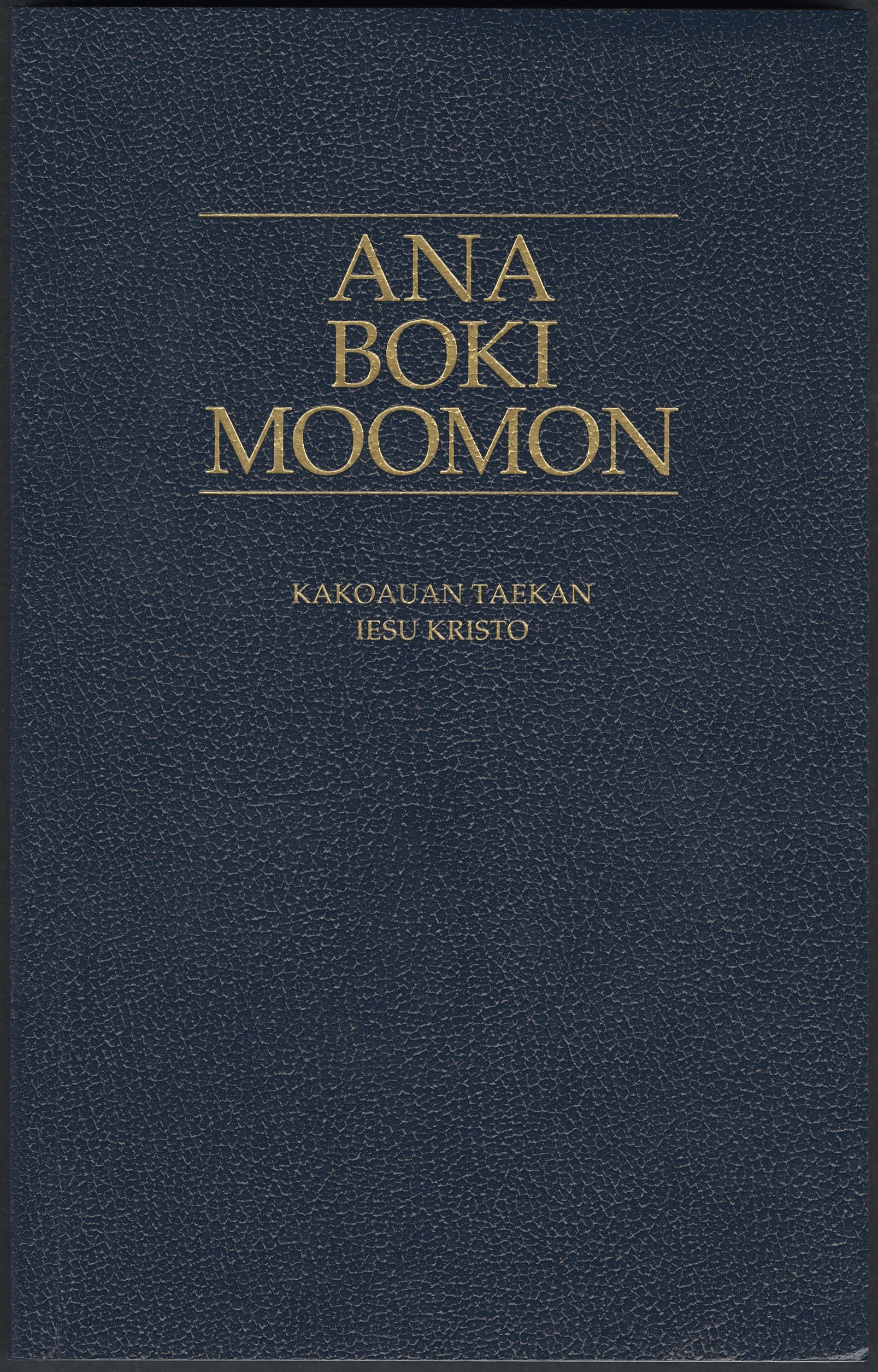
Knižní obal Mormonovy knihy v kiribatštině

Kiribatština v psané podobě se objevila v polovině 19. století, kdy na území Kiribati působil protestantský misionář Rem Hiram Bingham Jr. Ten zavedl zápis kiribatštiny v latince a vydal první Bibli přeloženou do tohoto jazyka.
V polovině 70. let byl založen regulační ústav Kiribati Language Board, který se snažil standardizoval gramatiku a pravopis kiribatštiny, aktualizoval její slovník a rozvíjel kiribatskou literaturu.

## Některé fráze

### Často užívaná slova
| čeština        | kiribatština    |
| -------------- | --------------- |
| Ahoj!          | Mauri!          |
| Jak se máš?    | Ko uara?        |
| Na shledanou   | Ti a boo!       |
| Prosím         | Taiaoka         |
| Děkuji!        | Ko raba!        |
| Ano            | Eng             |
| Ne             | Tiaki           |
| Možná          | Tao             |
| Nevím.         | I aki ataia.    |
| Promiň!        | Kabara au bure! |
| Hodně štěstí!  | Tekeraoi!       |
| Jsem v pohodě! | Itigi raoi!     |

### Čísla
| Číslice | čeština | kiribatština |
| ------- | ------- | ------------ |
| 0       | nula    | akea         |
| 1       | jedna   | teuna        |
| 2       | dva     | uoua         |
| 3       | tři     | tenua        |
| 4       | čtyři   | aua          |
| 5       | pět     | nimaua       |
| 6       | šest    | onoua        |
| 7       | sedm    | itua         |
| 8       | osm     | wanua        |
| 9       | devět   | ruaiua/raiwa |
| 10      | deset   | tebwina      |
| 100     | sto     | tebubua      |
| 1000    | tisíc   | tengaa       |

## Vzorový text

### Otče náš
| kiribatština | Aio ngkanne aron ami tataro Tamara are i karawa, E na tabuaki aram, E na roko ueam, E na tauaki am taeka i aonnaba, ai aron tauana i karawa. Ko na anganiira karara ae ti a tau iai n te bong aei Ao Ko na kabwaraa ara bure mai iroura, ai arora ngkai ti kabwaraa aia bure akana a bure nakoira Ao tai kairiira nakon te kariiriiaki, ma Ko na kamaiuira man te buaakaka bwa am bwai te uea, ao te mwaaka, ao te neboaki n aki toki. Amene |
| čeština      | Otče náš, jenž jsi na nebesích, posvěť se jméno tvé, přijď království tvé, buď vůle tvá, jako v nebi, tak i na zemi. Chléb náš vezdejší dejž nám dnes, a odpusť nám naše viny, jakož i my odpouštíme naším viníkům. A neuveď nás v pokušení, ale zbav nás od zlého. Amen |
| angličtina   | Our Father, who art in heaven, hallowed be Thy name. Thy kingdom come. Thy will be done on earth, as it is in heaven. Give us this day our daily bread, and forgive us our trespasses as we forgive those who trespass against us and lead us not into temptation, but deliver us from evil. Amen |